# Wilhelm Schieber

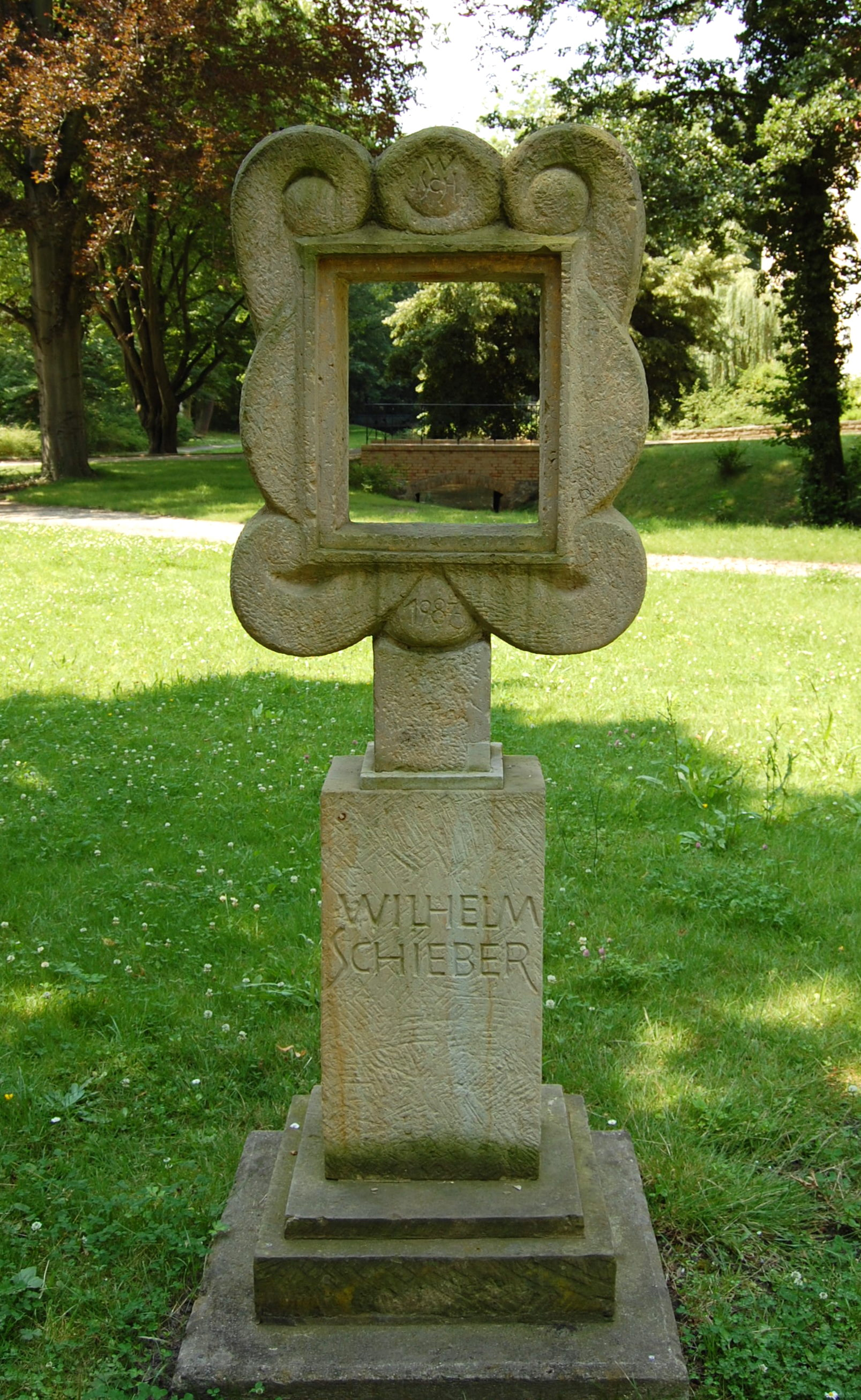
Denkmal für Wilhelm Schieber im Schlosspark in Vetschau

Wilhelm Schieber (niedersorbisch Wylem Šybaŕ; * 21. November 1887 in Weißagk bei Vetschau; † 3. Dezember 1974 in Vetschau) war ein niedersorbischer Maler. Bekannt wurde er unter dem Beinamen Spreewaldmaler.

## Leben
Schieber war Sohn eines Kleinbauern. Von 1902 bis 1908 studierte er am Lehrerseminar in Altdöbern. Als Lehrer war er in Heinersbrück, Neuzelle und Berlin tätig. Auf Abendkursen erlernte er das Akt- und Portraitzeichnen.
Schieber hielt sich mehrmals in der Malerkolonie Schwalenberg auf, was durch mehrere Einträge ins Gästebuch des Künstlerhauses belegt ist.
Bedingt durch eine zunehmende Schwerhörigkeit wurde er 1943 in den Ruhestand versetzt. Schieber zog wieder in seinen Geburtsort und wandte sich nun verstärkt der Malerei zu. Zunächst fertigte er Aquarelle mit Motiven aus seinem Heimatort. Dann malte er den Spreewald zu allen Jahreszeiten, was zu seinem Beinamen führte. Schieber malte vor allem Landschaftsbilder. Es entstanden aber auch Karikaturen. Es gelang ihm mit nur wenigen Pinselstrichen zarte Blumen und Kräuter auf dem Papier entstehen zu lassen.
Ab 1948 war Schieber Mitglied des Sorbischen Künstlerbundes, seit 1956 auch des Verbandes Bildender Künstler der DDR. Über Jahre hinweg leitete er einen Malzirkel in Burg (Spreewald).

## Ehrungen
- 1956 Carl-Blechen-Preis
- 1964 Kunstpreis der Domowina
- 1970 den Ćišinski-Preis
- postum 1997: Denkmal für Schieber im Schlosspark Vetschau von Jürgen von Woyski

## Werke (Auswahl)
- o. T. / Wiesenlandschaft (1955, Aquarell, 67 × 80 × cm; Wendisch-Deutsches Heimatmuseum Jänschwalde)[2]
- o. T. / Wiesenlandschaft (1955, Aquarell, 67 × 80 × cm; Wendisch-Deutsches Heimatmuseum Jänschwalde)[3]

## Ausstellungen (unvollständig)

### Einzelausstellungen
- 1987: Lübbenau, Orangerie des Spreewaldmuseums

- 2012/2013: Cottbus, Wendisches Museum

- 2013: Zielona Góra, Muzeum Ziemi Lubuskiej

- 2013/2014: Bautzen, Sorbisches Museum

### Ausstellungsbeteiligungen
- 1974: Cottbus, Bezirkskunstausstellung

- 1986: Cottbus, Staatliche Kunstsammlungen („Bekenntnis und Tat“)